# Mally Lammers
Marie Christine “Mally” Sars Lammers (Manger 22 juni 1850 – Oslo 8 juni 1929) was een Noors zangeres. Haar stemvoering was sopraan. 
Zij kreeg onderricht van haar zuster Eva Nansen en nam ook zanglessen in Berlijn en bij Désirée Artôt te Parijs. In 1881 huwde ze zanger/componist Thorvald Lammers, die al in een eerder stadium haar les had gegeven. In de jaren 90 van de 19e eeuw zongen ze samen in het Cirkus Verdensteater. In de aanloop naar de Noorse onafhankelijkheid zongen ze voornamelijk Noorse volksmuziek en bewerkingen daarvan. Ook zongen ze nieuwe muziek en dan bijvoorbeeld van Edward Grieg. Zijn Haugtussa en Draumkvedet zongen ze regelmatig. In 1898 kreeg ze een staatstoelage om Noorse volksmuziek te verzamelen.
Mally werd geboren in het gezin van priester/bioloog Michael Sars en Maren Cathrine Welhaven, zuster van schrijver Johan Sebastian Welhaven. Onder haar dertien broers en zusters, waarvan een aantal als kind stierf,  bevonden zich Georg Ossian Sars (eveneens bioloog), Ernst Sars (historicus en politicus) en eerdergenoemde Eva Helene Sars. 
- Bibsys: 13014815
- KulturNav: 6ff4eb79-0838-456e-94ee-cbe10a39e99a
- Virtual International Authority File: 26148996003259752201